# Teatrul Național de Operă și Balet „Maria Bieșu”
Teatrul Național de Operă și Balet „Maria Bieșu” a fost fondat în 1957 și este teatrul liric de stat al Republicii Moldova.

## Istoric

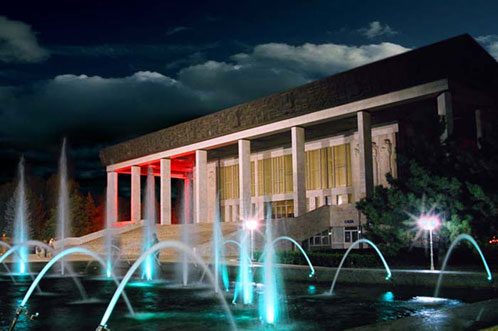
Teatrul pe timp de noapte

La confluența deceniilor al doilea și al treilea ale secolului al XX-lea d.C., se întreprind eforturi de oficializare a domeniului liric-teatral în Chișinău. Apar instituții artistice noi. 
În 1919, din inițiativa Bojenei Belousov, o animatoare a vieții culturale, la Chișinău, își începe activitatea teatrul de operă care, de rând cu înființarea în 1920 a teatrului muzical-dramatic, înviorează viața muzicală din stânga Prutului din România interbelică. 
Opera basarabeană realizează spectacole lirice cu lucrări de  
1. G. Verdi (Aida, Rigoletto, Traviata, Trubadurul);
2. Ch. Gounod (Faust);
3. R. Leoncavallo (Pagliacci);
4. P. Mascagni (Cavalleria rusticana);
5. M. Millo (Baba Hârca);
6. C. Porumbescu (Fluierul fermecat);
7. G. Puccini (Boema, Tosca);
8. G. Rossini (Bărbierul din Sevilla);
9. N. Rimski-Korsakov (Sadko);
10. A. Rubinștein (Demonul);
11. P. Ceaikovski (Dama de pică, Evgheni Oneghin, Mazepa) ș.a.

În rolurile principale au evoluat interpreți basarabeni de talie europeană precum: Lidia Babici, Giacomo Borelli, Anastasia Dicescu, Maria Grebs-Mori, Elene Ivoni, Vasile Malanețchi, Grigore Melnic, Nicolae Nagacevschi, Enrichetta Rodrigo, care, ulterior, au evoluat cu succes și pe marile scene lirice europene.

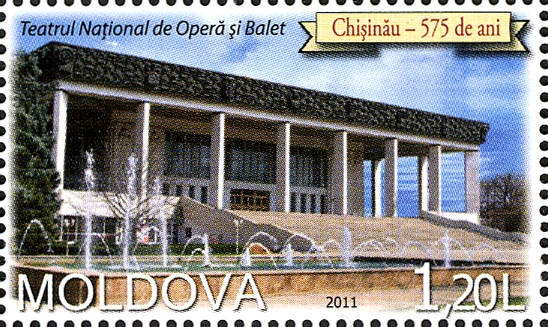
Teatrul Național ilustrat pe un timbru din 2011

Chișinăul, care anterior ducea lipsă de prezențe artistice românești, a început să admire mari artiști ai scenei muzicale de peste Prut: baritonul Jean Athanasiu, basul Gheorghe Folescu, tenorul Nicu Corfescu, cvartetul de cameră (?) Barozzi, I. Bobescu, C. Bobescu și I. Brevirman, cvartetul I. Căpriță, violonistul Nicolae (Nicu) Buică, actrița Mărioara Ventura ș.a. Un rol aparte în propagarea muzicii academice naționale și universale în Basarabia l-au avut turneele artistice ale compozitorului, violonistului, pianistului și dirijorului român George Enescu, care, în afară de Chișinău, a susținut numeroase concerte și în alte orașe din stânga Prutului – Bălți (1923, 1927, 1932, 1937), Cahul (1931), Cernăuți (1921, 1923, 1927, 1929, 1930, 1932, 1936, 1937, 1938), Cetatea Albă (1931, 1932, 1936), Hotin (1929), Ismail (1923), Tighina (1931, 1936); evoluțiile orchestrei simfonice din Iași, ale orchestrei sindicatului artiștilor instrumentiști din România, precum și cele ale cunoscutelor colective muzicale din străinătate – cvartetul ducelui de Meklenburg, cvartetul "Gewandhaus zu Leipzig", corul condus de Al. Arhanghelski, cântăreții M. Olenina-d’Alheim, A. Vertinski ș.a.  
Pe podiumul artei lirice se afirmă personalitatea muzicală excepțională a Mariei Cebotari, care, „după ce a cântat 12 ani în corul Bisericii Arhiepiscopale din Chișinău, instruit de M. Berezovschi, pleacă în Germania pentru a face studii de canto la Academia din Berlin, și, într-un termen foarte scurt, devine primadona operei din Dresda, pentru ca mai târziu, în calitate de cântăreață celebră, să devină și artistă de cinema", evoluând în repetate rânduri și cu succese răsunătoare pe scenele din Chișinău și București, precum și la Viena, Berlin, Milano, Roma, Londra etc. Prin școala corului bisericesc condus de preotul și dirijorul M. Berezovschi au mai trecut și alți câțiva cunoscuți interpreți vocaliști, cum este soprana dramatică Elena Basarab, ulterior solistă a Operei Române din București, tenorul Petre Leșcenco, cântăreț de muzică ușoară și jazz. 
Teatrul muzical din perioada și spațiul de referință este strâns legat de folclor, fapt care i-a atras o mare popularitate. Totodată, chiar de la etapa de formare a lui, acesta denotă conexiunea cu platforma muzical-estetică europeană a genului operistic, fapt ce își găsește materializare în creația componistică din Basarabia. 
Primele încercări de valorificare a genului au fost întreprinse în perioada interbelică, printre ele figurând operele "Dragostea spaniolei", de C. Zlatov, "Stabat Mater" (după compoziția omonimă a lui G. Clari) în varianta lui V. Popovici. În 1926, E. Coca semnează opera "Pasărea măiastră sau Prințul Ionel" și "Lupul năzdrăvan", având ca subiect materialul folcloric.  
Ca artă scenică, baletul basarabean este unul tânăr, apariția și evoluția lui fiind strâns legată de cultura națională din perioada de după Unire. Originalitatea și bogăția folclorului muzical-coregrafic autohton a servit ca o veritabilă materie primă pentru valorificarea creatoare a baletului de către compozitorii locali, în diferite genuri de artă muzicală. Ritmurile dansurilor au fost prezente în muzica vodevilurilor, în scenele coregrafice ale spectacolelor de dramă și comedie.  
O tentativă reușită de transpunere scenică a muzicii și dansului în perioada de după 1918 a constituit-o baletul "En Bassarabie", de Al. Iliașenco, montat și prezentat cu succes la Teatrul Regal "La Monnaie" din Bruxelles. Printre primele partituri de balet semnate în spațiul dintre Prut și Nistru se înscrie "Florile micuței Ida" (1931, după poveștile lui H. Cr. Andersen), de E. Coca. Valorificarea muzicii simfonice în creația compozitorilor de la est de Prut cunoaște o dezvoltare rapidă după anul 1918. Având un puternic colorit local, gândirea muzicală caută și propune soluții sonore și concepții artistice închegate în ample construcții, fapt ce a condus la evoluția genului. 

## Activități culturale

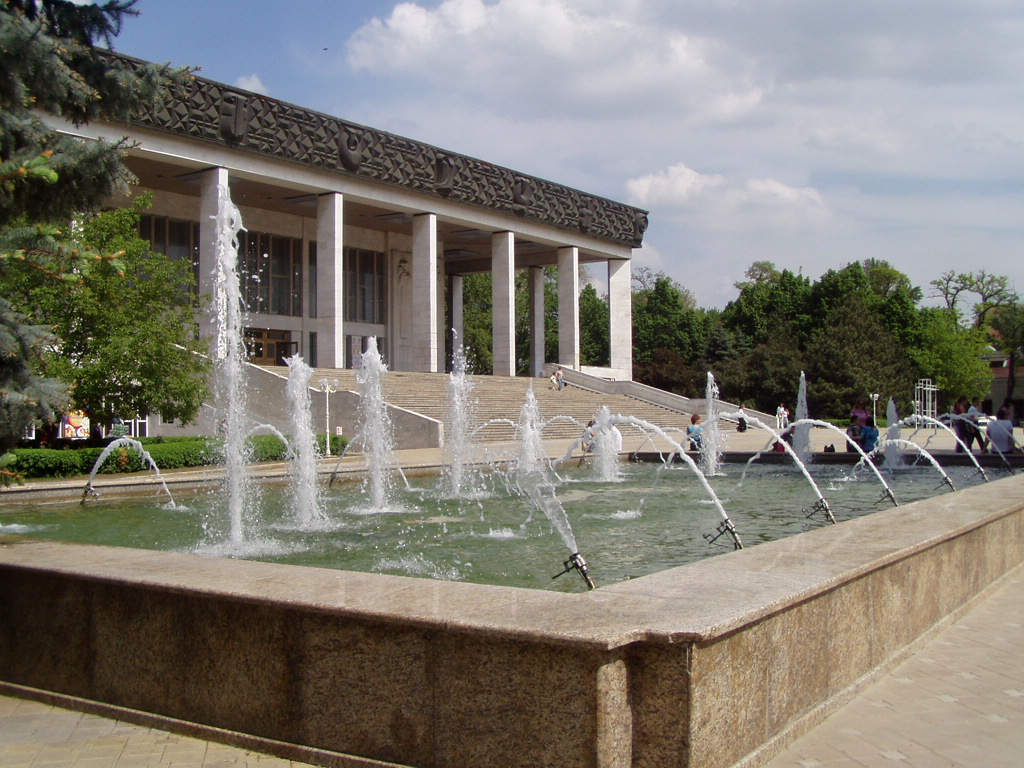
Teatrul Național de Operă și Balet „Maria Bieșu”

### Școala cantoului academic a Moldovei
În această perioadă, de instituționalizare a teatrului, se pune baza unei școli de canto academic a Moldovei. În cadrul Teatrului activează asemenea personalități marcante în domeniul interpretării solistice, ca: V. Savițkaia, T. Kuzminov, B. Raisov, P. Botezat, E. Ureche, N. Bașkatov, T. Alioșina, L. Alioșina, V. Tretiak, L. Erofeeva, A. Șevcenco, I. Kogan, E. Lica, A. Fomenco și primadona operei naționale M. Bieșu. Și în domeniul baletului se evidențiază o pleiadă de dansatori, ca: Vladimir Tihonov, Petru Leonardi, Vitalie Poclitaru, Vera Salcutan, Claudia Osadci, Vladimir Vasiliev si Ecaterina Maximova, Elena Reabinkina, Raisa Strucikova, Nicolae Tiscaridze, Andrei Uvarov, Mariana Rajchin, Ludmila Semeneaca, Boris Efimov, Marihiro Ivata. etc. Un merit deosebit în promovarea artei lirice și de balet, la acea vreme, l-au avut și personalul de conducere al Teatrului: 
1. regizorii G. Ghelovani și E. Platon;
2. dirijorii: M. Șepper, B. Miliutin, I. Alterman, L. Hudolei și dirijorul de cor Gh. Strezev.

Anii' 70-80 au constituit pentru teatru o perioadă de înflorire, fiind marcați de lansarea cunoscuților cîntăreți care și astăzi alcătuiesc baza trupei de operă a teatrului. Printre ei pot fi numiți așa artiști experimentați, ca: M. Munteanu, L. Aga, V. Calestru, V. Zaklikovski, I. Cvasniuc, B. Materinco, A. Donos, N. Covaliov, E. German, N. Margarit,  A. Arcea, V. Micușa, P. Racoviță, V. Cojocaru, I. Paulencu, V. Cireș și alții. 
Repertoriul Teatrului Academic de Stat de Operă și Balet „A.S. Pușkin” al RSSM-ului, în perioada vizată, a fost structurat pe criterii de promovare a patru domenii: 
1. operă națională (Glira, de Gh. Neaga, Serghei Lazo, de D. Gherșfeld, Alexandru Lăpușneanu, de Gh. Mustea, Petru Rareș, de E. Caudella);
2. operă rusă (Aleko, de S. Rahmaninov, Vrăjitoarea /«Чародейка»/ și Iolanta, de P. Ceaikovski, Cocoșelul de aur, de N. Rimski-Korsakov);
3. operă sovietică (Îmblînzirea scorpiei/«Укрощение строптивой»/, de V. Șebalin, Aici e liniște în zori /«А зори здесь тихие»/, de K. Molceanov, Dragonul, de E. Lazarev, Duenia, de S. Prokofiev, Vivandiera, de S. Kortes);
4. operă europeană (Don Carlos, Bal mascat, Forța destinului, Nabucco, de G. Verdi; Turandot, La Bohema, de G. Puccini; Cavalleria rusticana, de P. Mascagni; Norma, de V. Bellini; Vivat, maestro! și Elixirul dragostei, de G. Donizetti; Adrianna Lecouvreur, de F. Cilea).

În sfera baletului, această perioadă este legată de numele coregrafului lui Marat Gaziev, care a montat Sonetele pe muzica lui B. Britten și Arabesques pe muzica lui E. Lazarev. Lui, de asemenea, îi aparține realizarea spectacolelor clasice "La Silphide" și "Baiadera". Anume cu concursul lui Marat Gaziev a fost renovat spectacolul "Antoniu și Cleopatra". În acești ani s-au format asemenea artiști valoroși ca: V. Ghelbet, V. Șcepaciov, O. Gurievschi, O. Ionel, L. Cerececea, R. Potehin, A. Mihalachi, V. Ghelbet, A. Alexandrov etc.
Anii' 90 au fost marcați de apariția unor soliști de forță: 
1. operă - T. Busuioc, I. Vinogradov, Z. Vardanian, N. Busuioc, I. Macarenco, Iu. Gâscă, V. Zgardan. P. Racoviță, R. Hvalov;
2. balet – E. Zaițev, Gh. Badica, A. Litvinov, V. Bondarenco, A. Nazarenco, E. Ivanișin, Nadejda și Egor Șcepaciov;
3. regizori: Eugen Platon, Eleonora Constantinov, Mihai Timofti;
4. dirijori:  Albert Mocealov, Lev Gavrilov, Alfred Gherșfeld, Alexandru Samoilă și dirijorul de cor Alexandru Movilă, meritul cărora este indiscutabil în vederea formării și prezentării unui vast repertoriu concertistic al teatrului.

### Membrii operei
În momentul de față pe scena teatrului activează o pleiadă de tineri soliști, care au cucerit deja publicul meloman chișinăuian:  
1. operă - M. Țonina, A. Țurcan, L. Șolomei, G. Bernaz, G. Mușurov, A. Pihut, R. Picireanu, I. Șciogolev, N. Stoianov, R. Hvalov, S. Ceaichevșciuc, A. Tverdohlib, G. Pacatovici, I. Jarchih, V. Vereatin, V. Caradja, S. Pilipețchi, N. Bantea, I. Timofti, I. Țurcan, M. Radiș și alții;
2. balet - Cristina și Alexei Terentiev, Anastasia Homițchaia, Igor Gherciu, Eugeniu Tcaci.

Dirijori: N. Dohotaru, A. Iurkevici, M. Secichin, S. Popov, Denis Ceausov; 
Regizori: E. Constantinov și M. Timofti, concepțiile cărora scot în evidență bună cunoaștere a artei lirice și a baletului universal.
Începînd cu anii '90 și pînă în prezent, pe scena Teatrului Național de Operă și Balet au fost montate operele: Nunta lui Figaro, de W.A. Mozart, Decebal, de T. Zgureanu, Dido and Aeneas, de H. Purcell, Iolanta, de P. Ceaikovski, Don Giovanni, de W.A. Mozart, Mozart și Salieri, de N.A. Rimski-Korsakov și Elixirul dragostei, de G. Donizetti; restabilite baletele: Precauțiuni inutile, de P. Hertel, Cipollino, de K. Haciaturian.

### Trupa de balet
Trupa de operă și balet a Teatrului National de Opera si Balet, pe parcursul întregii sale activități artistice, și-a creat imaginea unui colectiv ce dă dovadă de un înalt profesionalism. Despre aceasta ne vorbește numeroasele turnee întreprinse în: Rusia, Laos, Vietnam, Bulgaria, Italia, România, Franța, Spania, Portugalia, Marea Britanie etc. și publicațiile apărute în urma lor.
În orice stat al lumii, Teatrul de operă și balet este prima și cea mai importantă instituție culturală a țării.

## Importanță

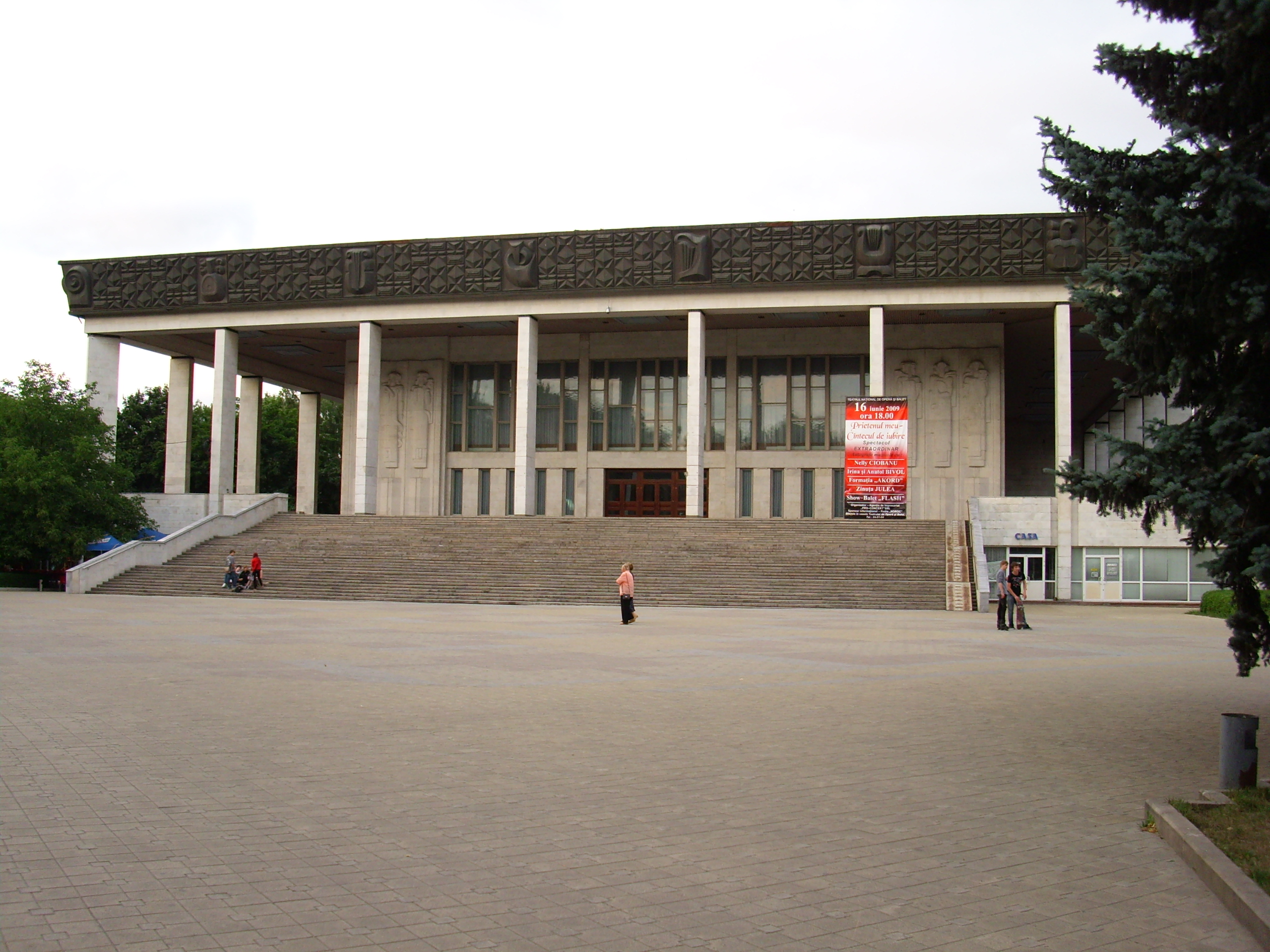
Teatrul Național de Operă și Balet „Maria Bieșu”

Pentru Republica Moldova, ca de altfel pentru marea majoritatea statelor europene, Teatrul de Operă și Balet reprezintă o conștientizare de nivel superior a valorificării spirituale a esenței naționale a poporului. În favoarea acestei afirmații invocăm și factorul istoric de verificare valorică și de valabilitate a fenomenelor artistice, din moment ce în 2007 a fost marcată aniversarea a L-a de la instituționalizarea Operei Naționale din Chișinău. Această instituție de prim rang a culturii naționale reprezintă un simbol al înaltei responsabilități civice față de tradiția națională.
Această jumătate de secol, din momentul oficializării instituției, a permis teatrului liric moldav să-și facă o imagine distinsă atît în spațiul exunional, cît și în cel european. Scena lirică a fostei RSS Moldovenești era una dintre cele mai prestigioase, dar și mai ambițioase din zecile de teatre lirice ce funcționau pe întinsul URSS. Multe partituri universale erau în premieră, pe Uniune, montate la Chișinău, și doar după aceea pe alte scene, cum ar fi cazul cu “Turandot” de G. Puccini, care doar după ce Maria Bieșu a realizat rolul central pe scena de la Chișinău a fost montat și la Teatrul Mare (Bolșoi).